# Wardęga
Wardęga – struga w Polsce, uchodząca do Jeziora Tumiańskiego, dopływ rzeki Dadaj.
Przepływa przez wieś Bartołty Wielkie
Układ cieków schematycznie przedstawiono poniżej. Bieg rzeki jest od dołu do góry.
- Jezioro Tumańskie
  - Wardęga
    - Jezioro Ardung
    - Jeziobo Bartłodzkie
    - Serwent (jezioro)
    - Krzywek (jezioro)
      - Giławy (jezioro)
[potrzebny przypis]